# 嫘祖镇 (西平县)
嫘祖镇，是中华人民共和国河南省驻马店市西平县下辖的一个乡镇级行政单位，由吕店乡于2016年5月撤乡设镇而来 。

## 行政区划
嫘祖镇下辖以下地区：
吕店村、刘楼村、张店村、前陈村、烟墩村、董桥村、洼郭村、簸箕张村、洪村铺村和宋庄村。